# 파랑쥐치

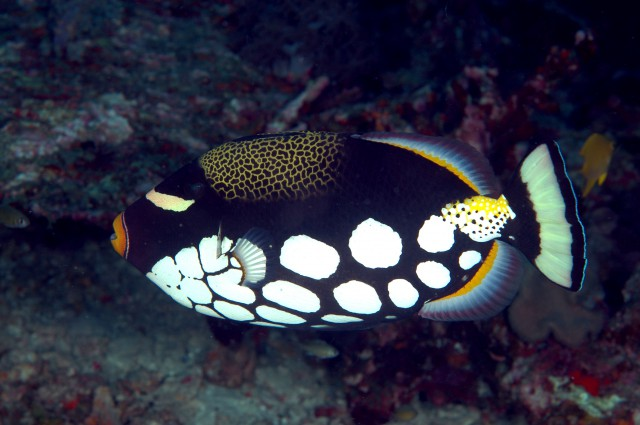

파랑쥐치는 복어목 쥐치복과의 물고기이다.

## 특징
파랑쥐치의 몸길이는 50cm까지 자란다. 몸은 타원형이고 옆으로 압축되어 있다. 머리는 크고 몸길이의 약 3분의 1을 차지한다. 입은 작고 가장자리가 가늘며 이빨은 날카롭다.

## 분포 및 서식지

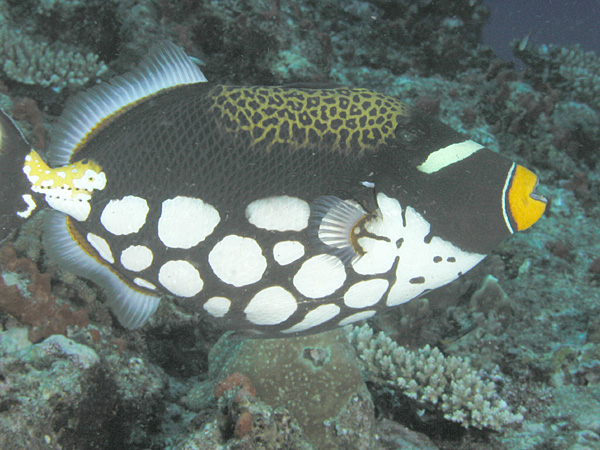

파랑쥐치는 인도양의 열대 및 아열대 해역에 걸쳐 널리 퍼져 있으며 서태평양에는 카리브해에서 찾아볼 수 있다. 새끼는 대부분 동굴이나 돌출부 근처에서 숨어서 20m 아래에 머무른다.

## 먹이
파랑쥐치는 연체동물, 극피동물 및 갑각류와 같은 다양한 저서 생물을 바탕으로 한 먹이를 제공한다.

## 습성
파랑쥐치는 주행성 동물이다.

## 참조
1. 1 2  Lieske & Myers, Coral reef fishes, Princeton University Press, 2009, ISBN 9780691089959